# John Danielsen
John Danielsen (13 luglio 1939) è un ex calciatore danese, di ruolo centrocampista.

## Carriera
Prese parte con la sua Nazionale ai Giochi Olimpici del 1960, nei quali vinse la medaglia d'argento.

## Palmarès

### Club
- Campionato danese: 2

B 1909: 1959, 1964
- Coppa di Danimarca: 1

B 1909: 1962
- Lega Nazionale B: 1

Chiasso: 1971-1972

### Nazionale
- Argento olimpico: 1

Roma 1960